# Mafia Engine
Mafia Engine es un motor de videojuego adquirido por Hangar 13 y creado originalmente por la compañía 2K Czech. El primer videojuego en utilizar el motor fue Mafia: City of Lost Heaven (como motor LS3D), el cual fue lanzado originalmente en el año 2002. El sucesor del motor fue Illusion Engine, que se usó en el videojuego Mafia II (2010); y luego Mafia Engine con Mafia: Definitive Edition (2020).

## Videojuegos

### Videojuegos con motor LS3D
- Mafia: The City of Lost Heaven (2002)
- Hidden & Dangerous 2 (2003)
- Chameleon (2005)
- Wings of War (2004)
- Circus Empire (2006)

### Videojuegos con motor Illusion Engine
- Mafia II (2010)

### Videojuegos con motor Mafia Engine
- Mafia: Definitive Edition (2020)